# Alphawezen
Alphawezen est un groupe de musique électronique allemand composé d'Ernst Wawra (musicien et compositeur), et de la chanteuse Asu Yalcindag. À l'origine un projet de musique électronique instrumentale, le duo évolue désormais dans un style electroclash, entre pop et ambient, mélodieux et mélancolique. Les textes sont écrits par la chanteuse Asu Yalcindag.

## Discographie
- Source (2023 / 2x12" Vinyl)
- Snow/Glow (2010 / 2xCD)
- I Like You (2008 / download)
- Gun Song (2008 / download)
- Freeze / Comme Vous Voulez (2007 / CD Album)
- En Passant (2004 / CD Album)
- Speed Of Light (2004 / download)
- Welcome To Machinarchy (2004 / 12” Vinyl Maxi)
- The Bruxelles EP (2004 / download)
- L’après-midi d’un Microphone (2001 / CD Album)
- Into The Stars (2001 / 12” Vinyl Maxi / MLP)
- Gai Soleil (2000 / 12” Vinyl Maxi / MLP)